# Ерощенко, Николай Владимирович
Николай Владимирович Ерощенко (16 января 1957, Черемхово, Иркутская область — 6 июля 2002) — российский предприниматель и политик. Старший брат бывшего губернатора Иркутской области Сергея Ерощенко.

## Биография
Родился в семье потомственных шахтёров.
В 1976 году окончил с отличием электромеханическое отделение Черемховского горного техникума.
В 1977 году был призван в ряды Советской Армии. Во время прохождения службы в армии Н. В. Ерощенко было предложено получить образование в Высшей школе КГБ, которую он успешно закончил и прослужил в органах до 1992 года. Закончил службу в должности начальника отделения разведки в звании подполковника.

## Предпринимательская деятельность
Уйдя в отставку из органов КГБ, Николай Владимирович в течение нескольких лет занимался предпринимательской деятельностью в условиях становления рыночной экономики. В 1993 году работал директором по внешнеэкономическим связям ТОО «Кварц», затем возглавил АОЗТ «Истленд». Совместно с братом создал Холдинг «Истлэнд», который возглавил в должности президента.
C 2000 года, уже работая в органах государственной власти, занимал должность председателя совета ОАО «РУСИА Петролеум», представляя в компании интересы государства и входил в рабочую группу по разработке технико-экономического обоснования строительства газопровода из Ковыктинского газового месторождения в Китай.

## Работа в органах государственной власти
В 1997 году Николай Владимирович перешел на работу в областную администрацию на должность заместителя губернатора и возглавил Представительство Иркутской области в городе Москве.
При его непосредственном участии воплощены в жизнь проекты по становлению нефтехимического и топливно-энергетического комплекса Восточной Сибири: газоконденсатное Ковыктинское месторождение, АНХК, «Саянскхимпром», «Усольехимпром», «Востсибуголь».

## Смерть
Умер 6 июля 2002 года, похоронен на Троекуровском кладбище в Москве.